# Tribunal militaire impérial

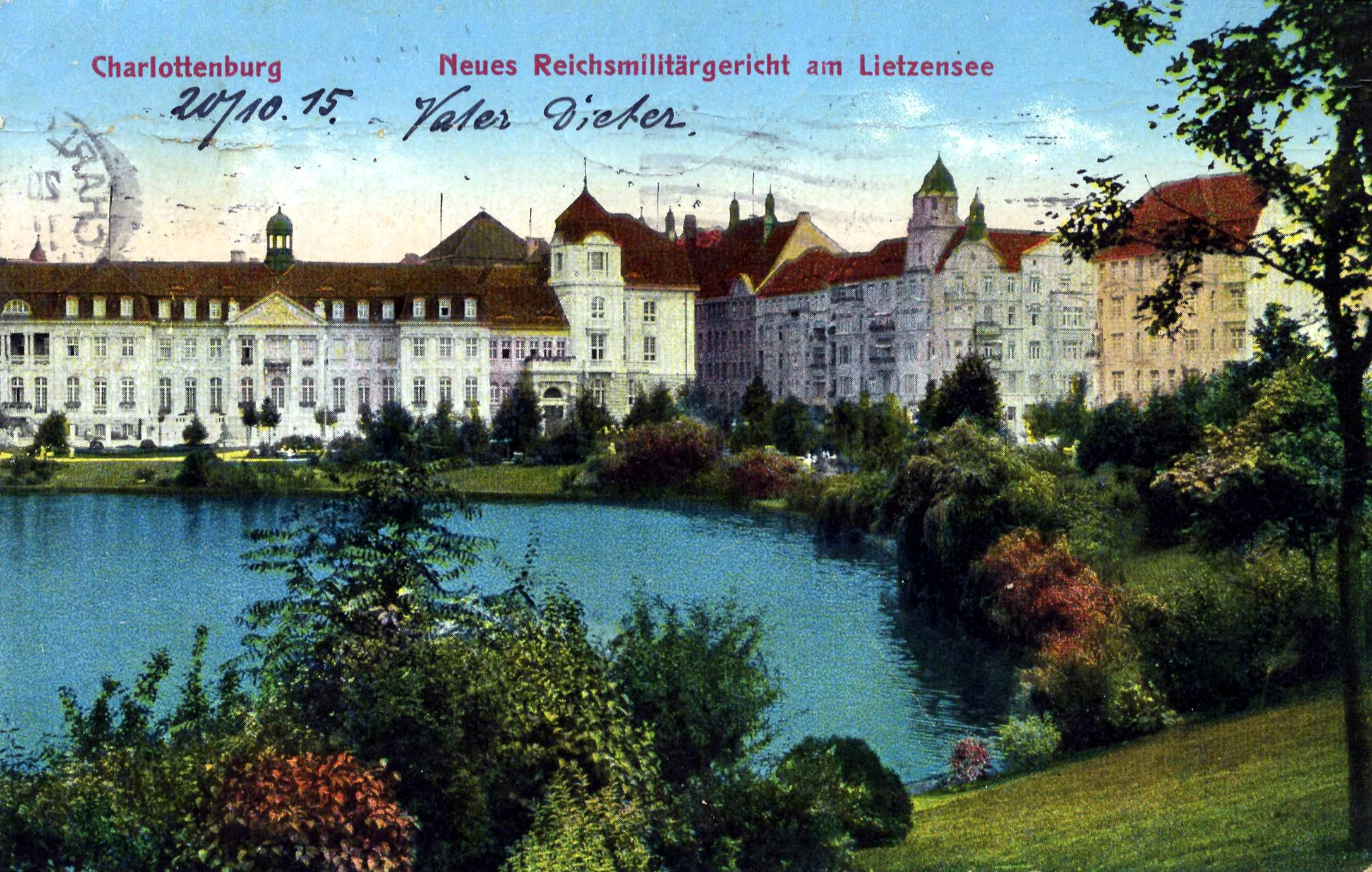
Tribunal militaire impérial à Lietzensee, vers 1915

Le tribunal militaire impérial (RMG) est le plus haut tribunal militaire allemand jusqu'en 1920. Pendant l'ère national-socialiste, la cour martiale du Reich (RKG) remplit cette fonction.
En Prusse, l'auditorium général (avec l'auditeur général), jusqu'alors compétent, est remplacé le 1er octobre 1900 par le tribunal militaire impérial en vertu de la loi du 1er décembre 1898 sur le code pénal militaire.
Dans le cadre de ses droits de réserve, le royaume de Bavière y possède son propre sénat (III), dernier vestige de la juridiction militaire bavaroise.
Le président, un général ou un amiral ayant le grade de général commandant ou d'amiraux, est nommé par l'Empereur.

## Bâtiment du tribunal

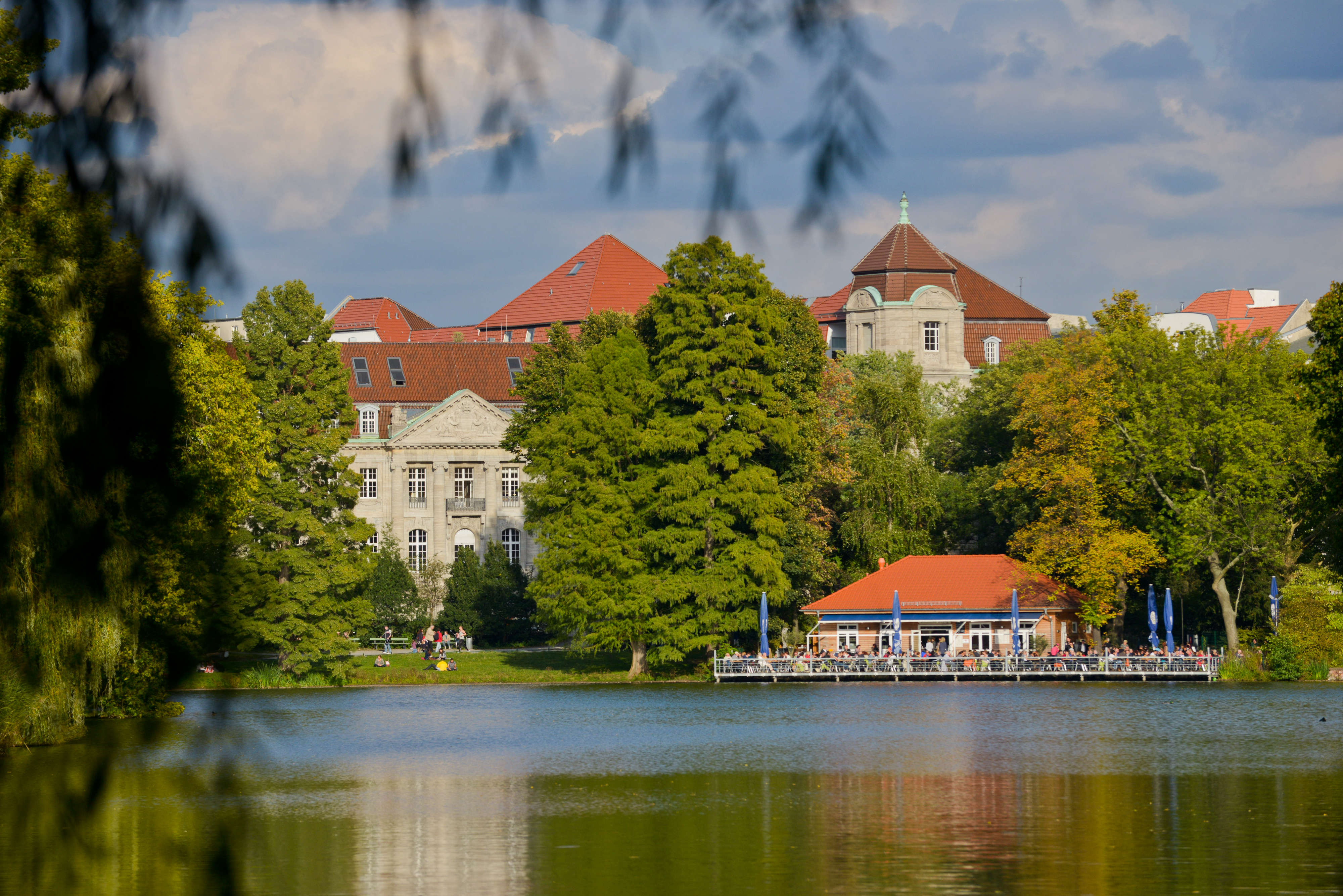
Le bâtiment en 2012

Le siège du tribunal militaire impérial se trouve dans un bâtiment de style classique et néo-baroque construit entre 1908 et 1910 au numéro 4-5 de la Witzlebenstraße à Charlottenbourg près de Berlin. Le sous-sol humide pose des exigences techniques particulières, auxquelles il est répondu par une fondation sur pieux. Pour ces raisons, il n'y a pas de caves, seulement un sous-sol utilisé comme archives et des galeries rampantes avec des installations de conduites en dessous. La propriété de trois à cinq étages se compose de l'aile présidentielle, parallèle au Lietzensee (de) situé au sud-ouest, de l'aile de la chambre, parallèle à la Witzlebenstraße au sud-est, et de l'aile de la chancellerie et du parc sur la partie du terrain opposée à la route. À l'intérieur, les cages d'escalier et l'appartement du président sont très représentatifs de l'état d'origine du bâtiment. D'autres pièces remarquables sont la salle de la chambre et la salle de bal (plus tard salle de gymnastique).
De 1951 jusqu'à la réunification allemande, la cour d'appel siège dans cette maison, puis, pendant quelques années, la 5e chambre pénale de la Cour fédérale de justice (de). Depuis 1997, la maison reste vide.
Classé monument historique depuis 1995, le bâtiment et son terrain d'environ 7500 mètres carrés sont d'abord envisagés pour être réutilisés comme siège de tribunal ou d'ambassade, puis transformés en hôtel de luxe. En 2005, l'Agence fédérale pour les tâches immobilières (de) vend toutefois la propriété pour environ 3,5 millions d'euros à la société RVB Witzlebenstraße GmbH & Co. KG, qui est étroitement liée à l'entreprise de construction néerlandaise Kondor Wessels. Kondor Wessels intervient également en tant que financier et développeur de projets. D'avril 2006 à novembre 2007, le complexe de 16 600 mètres carrés de surface brute est transformé en une résidence de 106 appartements haut de gamme, dont 21 au sous-sol sont destinés à l'habitat des seniors. La taille des appartements varie entre 42 et 207 mètres carrés. Les coûts de transformation se sont élevés à près de 22,5 millions d'euros. L'immeuble est commercialisé sous le nom d'"Atrion".
L'état de conservation de l'ancien tribunal est si bon que seuls des travaux de rénovation mineurs sont nécessaires sur la substance. Les modifications extérieures les plus importantes sont la démolition d'une ancienne aile de cuisine et l'ajout de balcons et de loggias ainsi que de coursives du côté de la cour, ce qui a nécessité l'agrandissement de fenêtres et d'autres modifications de la façade. À l'intérieur, la transformation se limite essentiellement à la création de conditions d'habitation modernes, à l'accès par de nouvelles cages d'escalier et des ascenseurs au lieu des longs couloirs en enfilade d'autrefois, ainsi qu'à l'aménagement de caves au sous-sol et d'un garage souterrain de deux étages. Les couloirs libérés sont divisés de manière à laisser de l'espace pour les pièces annexes telles que les cuisines et les salles de bain. Pendant les travaux, des protestations publiques sont émises car, après la réaffectation, aucun lien avec l'histoire, notamment avec les jugements de la justice nazie, n'est visible. Toutefois, la salle de la Chambre n'est finalement pas transformée en salon pour les résidents, comme prévu initialement, mais est laissée dans son état historique.
La société propriétaire conserve ces appartements dans son portefeuille et agit en qualité de bailleur.

## Présidents
| Grade                  | Nom                                    | Date                                 |
| ---------------------- | -------------------------------------- | ------------------------------------ |
| General der Infanterie | Julius Heinrich von Gemmingen-Steinegg | 9 juillet 1900 au 20 octobre 1903    |
| General der Kavallerie | Robert von Massow                      | 20 octobre 1903 au 23 septembre 1906 |
| General der Infanterie | Wilhelm von Linde-Suden                | 24 septembre 1906 au 6 avril 1911    |
| General der Infanterie | Günther von Kirchbach                  | 7 avril 1911 au 26 juillet 1918      |
| Generaloberst          | Moriz von Lyncker                      | 27 juillet 1918 au 25 juin 1919      |
| Generalleutnant        | Arthur von Gabain                      | 25 juin 1919 au 30 septembre 1920    |